# Tramontane (mini-série)
Pour les articles homonymes, voir Tramontane (homonymie).
Tramontane est une mini-série française en 5 épisodes de 90 minutes, réalisée par Henri Helman sur un scénario de Georges Desmouceaux, Yvan Lopez et Olivier Szulzynger, et diffusée en 1999 sur TF1 et sur Numéro 23 depuis le 1er août 2016.

## Synopsis
Angèle revient d'Afrique au pays qui l'a vue naître, le pays cathare, en compagnie de Jérémie, son enfant.
Le domaine de son père est au bord de la faillite. José, son père et sa sœur Irène ne l'accueillent pas avec plaisir : elle décide alors de s'isoler dans une maison qui appartenait à sa mère.
L'arrivée de Stéphane, un réfugié bosniaque, va changer la vie d'Angèle. Tous deux décident de créer un parc naturel régional sur les terres de ses ancêtres. Hélas, le chemin est rude puisque la construction d'une usine est à l'étude et qu'Irène soutient le projet...

## Distribution
- Alexandra Vandernoot : Angèle Estrella
- Alexandra Kazan : Irène Lansac, née Estrella
- Georges Corraface : Stéphane
- Philippe Caroit : Paul Lansac
- Macha Méril : Bianca Blum
- Sophie de La Rochefoucauld : Isa
- Samory Ba : Jérémy Estrella
- Éric Boucher : Jean-Mi Calce
- Raoul Billerey : José Estrella, père d'Angèle et Irène
- Patrick Fierry : Luis Reyes
- Marthe Villalonga : Colette Laroque
- Frédéric Berthelot : Hugo Laroque
- Agathe Bergman : Martine
- Arnaud Giovaninetti : Bruno Passy, avocat d'Hugo
- Hervé Laudière : Balaruc
- Myriam Moraly : Claudine Lansac dite "Clo"
- Alexandre Brasseur : Anthony, dealer de Clo
- Georges Neri : Sournia
- Jean-Christophe Lebert : Christian
- Charlotte Saigneau : Natou
- Jean-Luc Borras : Père Natou
- Bonnafet Tarbouriech : Dédé
- Fanny Gilles : Jeune gitane

## Tournage
La série a été tournée :
- dans l'Aude
  - Tuchan (ruines du château d'Aguilar) ;
- dans les Pyrénées-Orientales.
  - Collioure ;
  - Monastir del Camp.

## Commentaires
- Georges Corraface renoue avec la saga de l'été après six ans d'absence (Le Château des oliviers).
- Diffusé sur TF1 durant l'été 1999, ce feuilleton a été vu par environ 8 millions de spectateurs pendant cinq semaines.